# Казуарина хвощевидная
Казуарина хвощевидная, или Казуарина хвощелистная (лат. Casuarina equisetifolia) — вид деревьев из рода Казуарина семейства Казуариновые. Родина — острова западной Океании, а также Австралийская область.

## Ботаническое описание
Казуарина хвощевидная вечнозеленое дерево до 35 м высотой, с мягкими хвоеобразными листьями. Кора светло-коричневая. Цветки раздельнополые, женские собраны в колосовидные соцветия и сосредоточены в средней части побегов предыдущего года, мужские расположены на концах побегов. Плоды — соплодия из «одревесневших коробочек», при созревании становятся коричневыми, раскрываются по продольной линии на две створки, освобождая околоплодник, где находится семя. На корнях её образуются клубеньки с азотоусваивающими бактериями.

## Использование
Казуарина хвощевидная культивируется как декоративное растение. Помимо прочего, растение используется для закрепления песков, не боится засоления почвы.